# کراسنی یار (شهرستان کوگارچینسکی، باشقیرستان)
کراسنی یار (انگلیسی: Krasny Yar, Kugarchinsky District, Republic of Bashkortostan) یک شهرک در شهرستان کوگارچینسکی جمهوری باشقیرستان در کشور روسیه است.